# Nothing, Forever
Nothing, Forever é uma transmissão ao vivo processualmente gerada pela Mismatch Media. Baseado na sitcom americana Seinfeld, a transmissão ao vivo é executada continuamente no Twitch, e começou em dezembro de 2022.

## Concepção e produção
"O ímpeto real para isso foi que originalmente começou sua vida como um projeto de arte surreal, estranho, muito fora do centro e sem sentido. Mas então nós meio que trabalhamos ao longo dos anos para trazê-lo para este novo lugar. E então, de claro, mídia generativa e IA generativa meio que decolaram de uma maneira louca nos últimos dois anos."

Hartle, em entrevista à Vice
O conceito de Nothing, Forever foi idealizado por Skyler Hartle e Brian Habersberger em 2019; o primeiro é gerente de produto da Microsoft Azure. O programa é inspirado em Rabbits, uma série de webfilmes criada por David Lynch, e a premissa do programa é uma homenagem à sitcom americana Seinfeld. O elenco de personagens do programa inclui Larry Feinberg, Yvonne Torres, Fred Kastopolous e Zoltan Kakler, paródias de Jerry Seinfeld, Elaine Benes, George Costanza e Cosmo Kramer, respectivamente.
Nothing, Forever é gerado processualmente. O diálogo é gerado através do GPT-3, um modelo de linguagem da OpenAI. Outras tecnologias usadas incluem Stable Diffusion, DALL-E e Azure Cognitive Services. Para gerar novas cenas, é utilizada uma Azure Function escrita em TypeScript. Os modelos de aprendizado de máquina foram escritos em Python usando TensorFlow, enquanto o show é renderizado usando Unity e C#. Os espectadores podem interagir com a transmissão ao vivo por meio da função de bate-papo da Twitch; em contraste com a maioria dos programas de televisão, a narrativa em Nothing, Forever pode mudar dependendo das reações dos telespectadores. Um guia de programação fictício interrompe periodicamente o programa.

## Recepção
Ash Parrish, do The Verge, achou o programa sem sentido, mas engraçado. Will Shanklin, do Engadget, foi mais crítico do humor surrealista do programa, comparando as vozes de Larry e Fred com o personagem de Beavis and Butt-Head, Sr. Van Driessen. A conta oficial de Seinfeld no Twitter reconheceu o programa, twittando uma hiperligação para o canal da Twitch e referenciando a fala de George sobre "açougueiros robôs" no episódio "The Stock Tip".